# Бохан (посёлок)
Бо́хан (бур. Боохон) — посёлок, административный центр Боханского района
Усть-Ордынского Бурятского Округа Иркутской области. Образует муниципальное образование «Бохан».

## Происхождение названия
В своей книге «Русский фольклор Восточной Сибири» Л. Е. Элиасов пишет, что по одному преданию буряты произошли от богатыря, который славился неимоверной силой, равной силе быка-пороза. Это предание — результат обработки известных бурятских легенд о Буха нойон-баабае. Легенда утверждает, что этот великан и был родоначальником боханских и других бурят.
Ещё одним вариантом происхождения названия Бохан является следующее объяснение: на Хошун-Горе (Шаманской горе) росла толстая с множеством ветвей короткая берёза. Такую берёзу издавна называют Бѳѳ хуhан (Шаман-берёза), а другие называли Бурхан хуhан (Бог-берёза). Внук Готола Аргахан обосновался на постоянное жительство у подножия Шаманской горы, на которой росла эта берёза. Впоследствии сам улус был назван именем Аргахан, но позднее улус уже называют именем берёзы Бѳѳ хуhан. До нас дошло более удобное трансформированное название Бохан. 
По данным Поспелова, название посёлку Бохан дала «гора» Бохан (Бохани Хушуун), у её подножия которой протянулся посёлок, где бурятское боо — шаман, -хын — окончание женского рода.

## География
Посёлок расположен на реке Ида, правом притоке Ангары, в 120 км к северу от Иркутска на Александровском тракте и в 100 км северо-западнее посёлка Усть-Ордынский по областной автодороге через Тихоновку.

## История
Основан в конце XVI — начале XVII веков под названием Аргахан (по имени первого поселенца), с 1902 года — Бохан.
В 1923 году организован отряд юных пионеров № 1 имени Карла Маркса.

## Население
| 1939  | 1959  | 1970  | 1979  | 1989  | 2002  | 2010  |
| ----- | ----- | ----- | ----- | ----- | ----- | ----- |
| 2560  | ↗3518 | ↗4995 | ↘4525 | ↗5040 | ↗5425 | ↘5169 |
| 2011  | 2012  | 2013  | 2014  | 2015  | 2016  | 2017  |
| ↗5170 | ↘5118 | ↗5126 | ↘5099 | ↗5126 | ↗5138 | ↘5132 |
| 2021  |       |       |       |       |       |       |
| ↘5127 |       |       |       |       |       |       |

## Образование
- Общеобразовательная школа № 1
- Общеобразовательная школа № 2
- Боханский педагогический колледж им. Д. Банзарова, основан в 1932 году.
- Боханский филиал Бурятского государственного университета образован в 1999 г. (приказ Министерства образования РФ за № 899 от 16. XI .99.) (ныне закрыт)
- Боханский аграрный техникум.

## Сельское хозяйство
В районе выращивают зерновые, кукурузу (на силос) и травы (многолетние и однолетние). Разводят крупный рогатый скот, свиней, лошадей, коз.

## Промышленность
Пищекомбинат (кондитерские изделия) (ныне не существует), маслодельный завод (не существует), инкубаторно-птицеводческая станция (не существует), лесопереработка.
Месторождения каменной соли, каменного угля, гагата, кирпичных глин и гравийного материала, золота.

## Транспорт
Ближайшая железнодорожная станция Свирск расположена в 30 км (по прямой) от посёлка на левом берегу Ангары.

## Архитектурные памятники района
Александровский централ в селе Александровское, католический костёл в деревне Вершина. Краеведческий музей им. декабриста В. Ф. Раевского в селе Олонки.

## Известные люди
В посёлке родились или жили:
- Инкижинов, Валерий Иванович — советский и французский киноактёр бурятского происхождения, режиссёр кино и театра, педагог.
- Тимченов, Андрей Анатольевич — русский поэт.
- Шаракшинова, Надежда Осиповна — доктор филологических наук, профессор кафедры бурятской филологии.
- Муляк, Владимир Витальевич — вице-президент по науке и технологиям ОАО «ЛУКОЙЛ», генеральный директор ООО «ЛУКОЙЛ-Инжиниринг», доктор технических наук, кандидат геолого-минералогических наук.
- Герасимова, Ксения Максимовна (1919―2011) ― российский учёный-востоковед, профессор, доктор исторических наук, сотрудник Института монголоведения, буддологии и тибетологии СО РАН[18].

## Упоминания в искусстве
- У барда Олега Медведева есть песня «Алёха Боханский» о герое местного фольклора.

## Примечание
1. 1 2  Итоги Всероссийской переписи населения 2020 года (по состоянию на 1 октября 2021 года)
2. ↑  Элиасов Л. Е. Русский фольклор Восточной Сибири. Часть 1 Улан-Удэ 1958 г. 181 с. Твёрдый переплёт, Обычный формат.
3. ↑  Поспелов, Евгений Михайлович. Географические названия России: топонимический словарь. — Москва: АСТ; Астрель, 2008.. — С. 121. — 523 с. — ISBN 978-5-17-054966-5.
4. ↑  Боханский Обратите внимание // Бурят-Монгольская правда. Верхнеудинск. № 095 (1363), 26 апреля 1928 года, стр. 3.
5. ↑  Всесоюзная перепись населения 1939 года. Численность сельского населения СССР по районам, крупным селам и сельским населённым пунктам - райо
6. ↑  Всесоюзная перепись населения 1959 года. Численность сельского населения РСФСР - жителей сельских населённых пунктов - районных центров по полу
7. ↑  Всесоюзная перепись населения 1970 года Численность городского населения РСФСР, ее территориальных единиц, городских поселений и городских — Демоскоп Weekly.
8. ↑  Всесоюзная перепись населения 1979 года Численность городского населения РСФСР, ее территориальных единиц, городских поселений и городских — Демоскоп Weekly.
9. ↑  Всесоюзная перепись населения 1989 г. Численность городского населения РСФСР, ее территориальных единиц, городских поселений и городских ра
10. ↑  Всероссийская перепись населения 2002 года. Численность населения субъектов Российской Федерации, районов, городских поселений, сельских н
11. ↑  Итоги Всероссийской переписи населения 2010 года по Иркутской области
12. 1 2  Численность населения по муниципальным образованиям на 1 января 2012 года — Иркутск: 2012. — 81 с.
13. ↑  Численность населения Российской Федерации по муниципальным образованиям на 1 января 2013 года. Таблица 33. Численность населения городских округов, муниципальных районов, городских и сельских поселений, городских населённых пунктов, сельских населённых пунктов — Росстат, 2013. — 528 с.
14. ↑  Таблица 33. Численность населения Российской Федерации по муниципальным образованиям на 1 января 2014 года
15. ↑  Численность населения Российской Федерации по муниципальным образованиям на 1 января 2015 года
16. ↑  Численность населения Российской Федерации по муниципальным образованиям на 1 января 2016 года — 2018.
17. ↑  Численность населения Российской Федерации по муниципальным образованиям на 1 января 2017 года — М.: Росстат, 2017.
18. ↑  Герасимова К.М. Дата обращения: 11 июня 2022. Архивировано 21 сентября 2021 года.